# Falconina melloi
Espèce
Synonymes
- Falconia melloi Schenkel, 1953

Falconina melloi est une espèce d'araignées aranéomorphes de la famille des Corinnidae.

## Distribution
Cette espèce se rencontre au Venezuela, en Colombie et à Bonaire.

## Description
Le mâle holotype mesure 7,5 mm.
Le mâle décrit par Bonaldo en 2000 mesure 7,2 mm et la femelle 6,5 mm.

## Systématique et taxinomie
Cette espèce a été décrite sous le protonyme Falconia melloi par Schenkel en 1953. Le nom Falconia Schenkel, 1953, étant préoccupé par Falconia Distant, 1884, il a été remplacé par Falconina par Brignoli en 1985. Elle est placée dans le genre Corinna par Müller et Heimer en 1988 puis dans le genre Falconina Bonaldo en 2000.

## Publication originale
- Schenkel, 1953 : « Bericht über eingie Spinnentiere aus Venezuela. » Verhandlungen der naturforschenden Gesellschaft in Basel, vol. 64, p. 1-57.